# 須賀 (栄町)
須賀（すか）は、千葉県印旛郡栄町の大字。郵便番号270-1512。

## 地理
北は茨城県河内町猿島、茨城県河内町宮渕、北東は茨城県河内町平三郎、東は北辺田、南東は麻生、南は 龍角寺、南西は酒直、西は安食、北西は茨城県河内町小林町歩、茨城県河内町角崎町歩に隣接している。

## 世帯数と人口
2017年（平成29年）11月1日現在の世帯数と人口は以下の通りである。
| 大字 | 世帯数  | 人口  |
| ---- | ------- | ----- |
| 須賀 | 102世帯 | 244人 |

## 小・中学校の学区
町立小・中学校に通う場合、学区は以下の通りとなる。
| 地域 | 小学校             | 中学校         |
| ---- | ------------------ | -------------- |
| 全域 | 栄町立北辺田小学校 | 栄町立栄中学校 |

## 施設
- 国土交通省利根川下流工事事務所安食出張所
- 印西地区衛生組合衛生センター
- 栄町終末処理場
- 須賀集会所
- 宝寿院
- 虚空蔵尊
- 浅間神社
- 水神社
- 水と緑の運動広場
- 安食排水機場

## 交通

### バス
- 栄町循環バス[5]
  - 安食循環ルート[6][7]
    - （北辺田） - 34虚空蔵尊入口 - （安食）

### 道路
- 国道
  - 国道356号